# 1941
1941 (MCMXLI) a fost un an obișnuit al calendarului gregorian, care a început într-o zi de miercuri.

## Evenimente

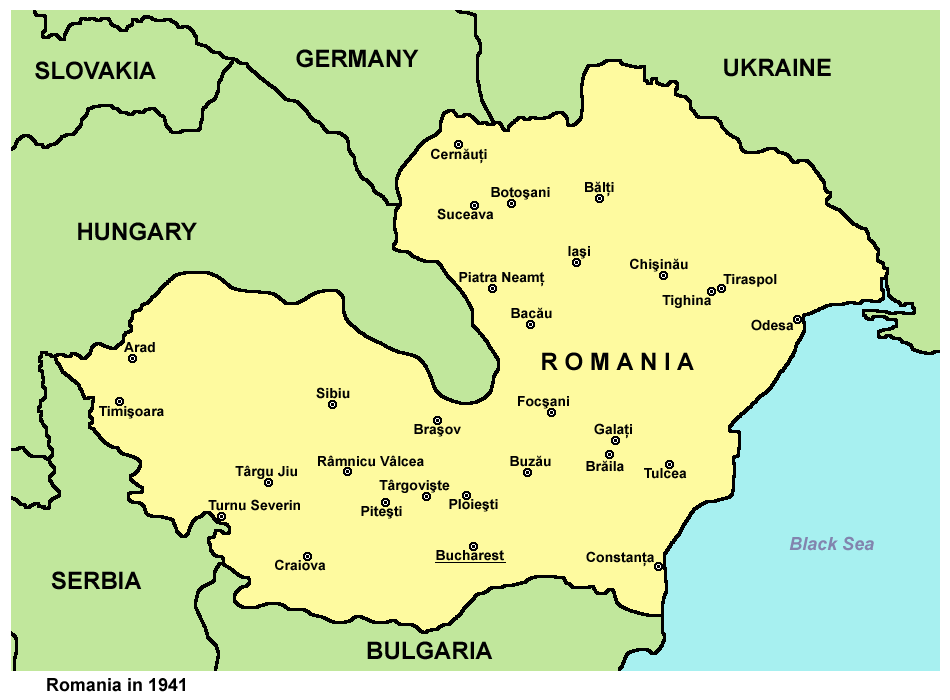
România în 1941

### Ianuarie
- 18 ianuarie: În teritoriul Transilvaniei de Nord-Est, ocupat de Ungaria în urma Dictatului de la Viena, s-a dispus, printr-o ordonanță, ca în toate actele de stare civilă, numele românești să fie scrise cu grafie maghiară.
- 19 ianuarie: Al Doilea Război Mondial: Trupele britanice atacă ținutul controlat de italieni, Eritreea.
- 21-23 ianuarie: Are loc Rebeliunea legionară, o răscoală armată contra statului român și a Primului ministru, generalul Ion Antonescu, care a îndepărtat de la putere Mișcarea Legionară cu care intrase în conflict, aceasta însemnând sfârșitul Statului Național-Legionar, declarat pe 14 septembrie 1940.
- 21 ianuarie: Al Doilea Război Mondial: Forțele australiene și britanice atacă orașul Tobruk din Libia.
- 22 ianuarie: Al Doilea Război Mondial: Trupele britanice capturează orașul Tobruk de la italieni.

### Februarie
- 10 februarie: Marea Britanie rupe relațiile diplomatice cu România și extinde asupra ei măsurile de blocadă.
- 17 februarie: Al Doilea Război Mondial: Preotul romano-catolic polonez, Maximilian Kolbe, este arestat de către germani pentru scrierile sale anti-naziste și ajutorul dat unor refugiați evrei. Kolbe își va da viața în schimbul altui prizonier la Auschwitz.
- 18 februarie: Pentru a asigura ordinea tulburată de rebeliunea legionară, din ianuarie 1941, Ion Antonescu a inițiat o serie de decrete, printre care și Decretul din 18 februarie 1941, prin care instituțiile și întreprinderile mai importante din țară au fost militarizate, indiferent dacă erau proprietate de stat sau privată.
- 21 februarie: C.I.C. Brătianu, președintele Partidului Național Liberal, îi recomandă, printr-o scrisoare, lui Antonescu să nu angajeze România de partea Germaniei.
- 21 februarie: Ordonanța guvernului maghiar nr. 1440/1941, anulează în Transilvania de N-E, ocupată de Ungaria horthystă prin Dictatul de la Viena, reforma agrară românească din 1921. Se anulau, în același timp, și toate achizițiile făcute de români în perioada 1918-1940.

### Martie
- 2-5 martie: În urma rebeliunii legionare din 21-23 ianuarie 1941, Antonescu organizează primul plebiscit cu privire la politica internă. 90% dintre votanți s-au pronunțat pentru politica guvernului Antonescu și împotriva legionarilor.
- 11 martie: Al Doilea Război Mondial: Franklin Delano Roosevelt, al 32-lea președinte al Statelor Unite ale Americii, promulgă Legea de împrumut și închiriere.
- 17 martie: În Washington, D.C., National Gallery of Art este deschisă oficial de președintele Roosevelt.

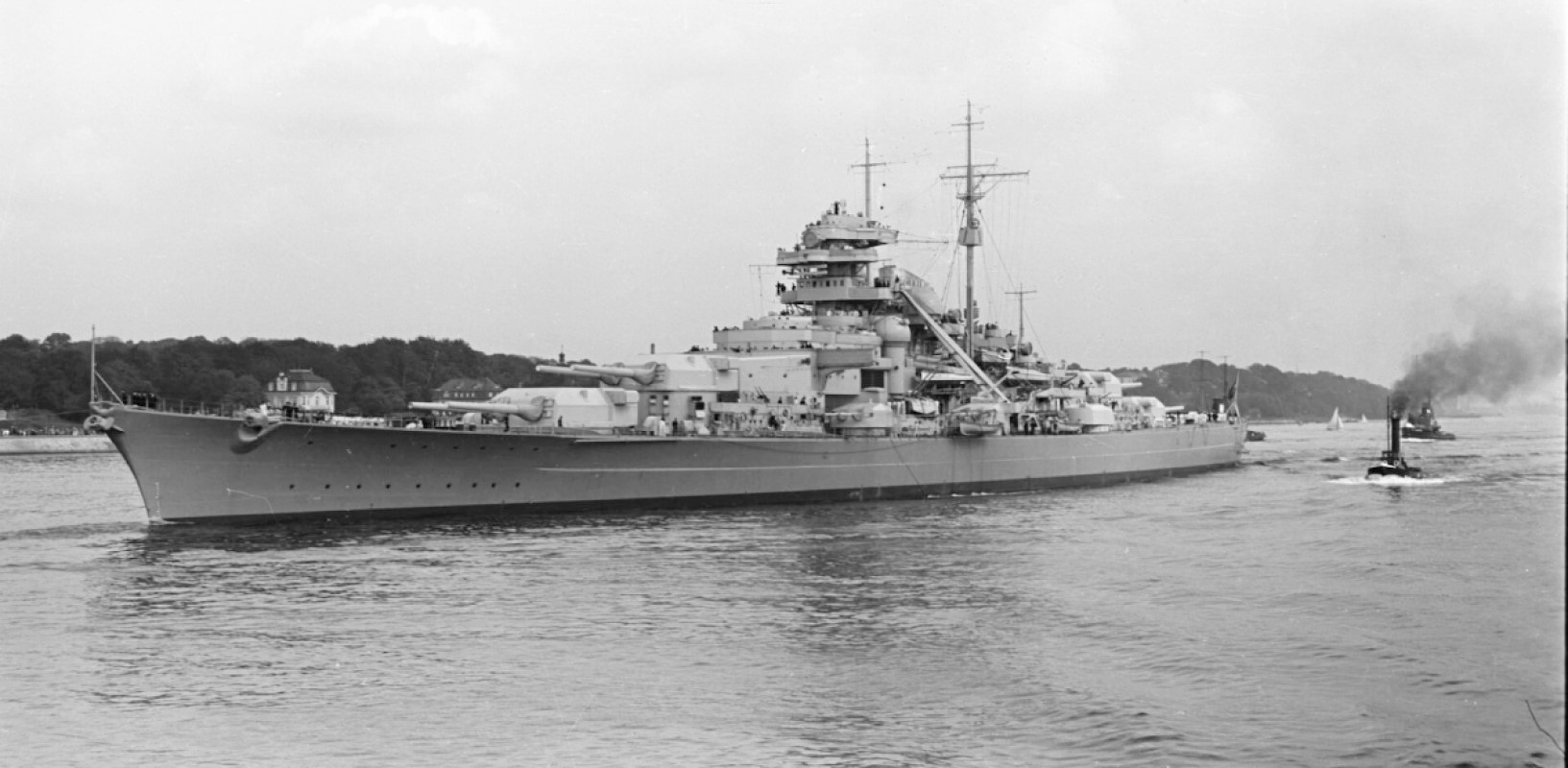
Cuirasatul german, Bismarck, este distrus de navele britanice.

- 17 martie: Ministrul britanic al Muncii, Ernest Bevin, face un apel la femeile britanice să ocupe slujbele vitale.

### Aprilie
- 1 aprilie: Are loc masacrul de la Fântâna Albă, unde trupele sovietice ucid între 2000 și 4000 de români care încercau să treacă granița din URSS în România.
- 6 aprilie: Al Doilea Război Mondial: Germania invadează Iugoslavia și Grecia.
- 13 aprilie: Al Doilea Război Mondial: La Moscova, se semnează Tratatul de neutralitate pe timp de zece ani între Japonia și URSS.
- 13 aprilie: Al Doilea Război Mondial: Trupele Germaniei au ocupat Belgradul.
- 17 aprilie: Al Doilea Război Mondial: Armata iugoslavă capitulează în fața germanilor.
- 21 aprilie: Al Doilea Război Mondial: Grecia capitulează. Trupele britanice se retrag în Creta.
- 27 aprilie: Al Doilea Război Mondial: Trupele germane ocupă Atena.

### Mai
- 10 mai: Al Doilea Război Mondial: Rudolf Hess se parașutează în Scoția în încercarea de a negocia pacea între Marea Britanie și Germania.
- 20 mai: Al Doilea Război Mondial: Trupele germane invadează insula Creta.
- 21 mai: Al Doilea Război Mondial: Vasul american, Robin Moor, este primul vas al Statelor Unite scufundat de un submarin german.
- 26 mai: Al Doilea Război Mondial: Distrugătorul polonez, Piorun, schimbă focuri cu cuirasatul german Bismarck și, își semnalizează poziția către flota britanică, care va reuși să distrugă cu succes mândria flotei germane.
- 27 mai: Al Doilea Război Mondial: Cuirasatul german Bismarck, este scufundat în Oceanul Atlantic, omorând 2.300 de oameni.

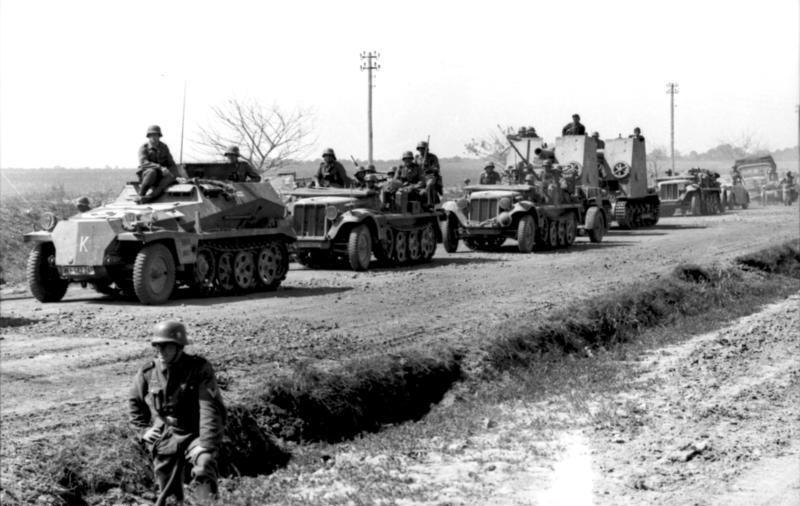
22 iunie: Germania începe Operațiunea Barbarossa - atacul asupra Uniunii Sovietice.

### Iunie

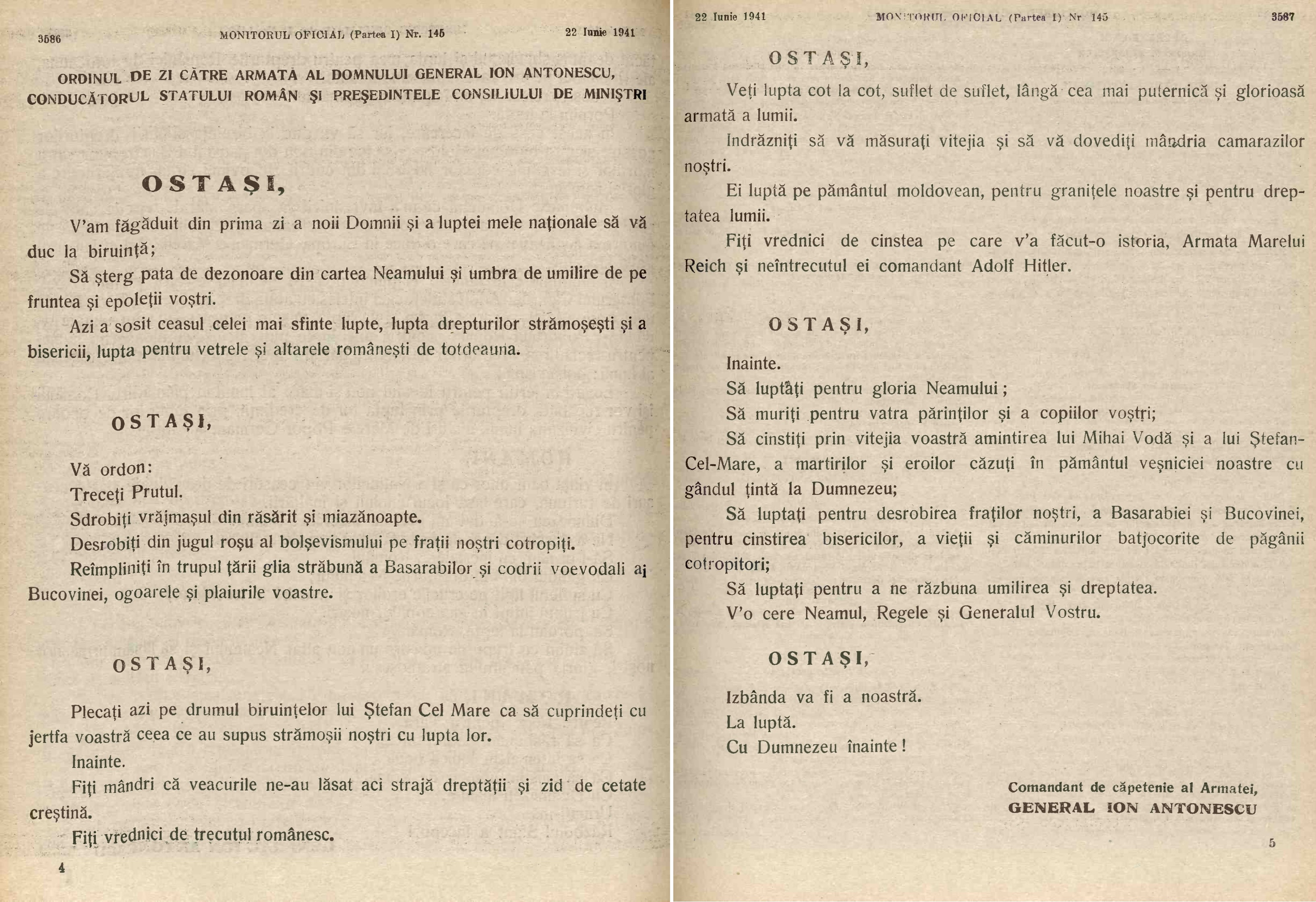
Ordinul generalului Ion Antonescu către Armata Română, de a trece Prutul și de a elibera Basarabia și Bucovina de Nord, de sub ocupație sovietică, 22 iunie 1941

- 1 iunie: Al Doilea Război Mondial: Creta capitulează în fața Germaniei.
- 4 iunie: Al Doilea Război Mondial: Trupele naziste execută 24 de profesori polonezi în Lwów.
- 11 iunie: Al Doilea Război Mondial: Conform acordurile româno-germane de la München și Berchtesgaden România decide să participe la războiul antisovietic, alături de Germania.
- 13 iunie: În noaptea de 12 spre 13 iunie au fost deportați în Siberia, din Basarabia și Bucovina de Nord, aproape 250.000 de oameni.
- 14 iunie: Al Doilea Război Mondial: A patra deportare majoră a polonezilor către Siberia: 300.000 dintre aceia ce evitaseră deportările precedente și copii din taberele de vară și orfelinate.
- 22 iunie: Al Doilea Război Mondial: În noaptea de 21-22 iunie, Armata Română a declanșat operațiunile militare pentru eliberarea Basarabiei și Bucovinei de Nord, de sub ocupație sovietică.
- 22 iunie: Germania începe Operațiunea Barbarossa, reprezentând atacul asupra Uniunii Sovietice.
- 22-29 iunie: Al Doilea Război Mondial: Sovieticii măcelăresc prizonierii în celulele lor sau prin marșuri ale morții în ajunul invaziei naziste în URSS. Aproximativ 12.000 de persoane (majoritatea polonezi, ucraineni și evrei) vor fi uciși.
- 24 iunie: Al Doilea Război Mondial: 2.000 de prizonieri polonezi sunt evacuați din închisoarea Wilejka de către mai multe sute de colaboratori și de NKVD. Prizonierii sunt împușcați și trași în baionetă de către escortele lor și atacați apoi de către avioanele germane. Aproximativ 547 de prizonieri lipsesc cinci zile mai târziu.
- 26 iunie: Al Doilea Război Mondial: Finlanda se alătură Germaniei în războiul antisovietic.
- 26 iunie: NKVD ucide 100 de prizonieri politici într-o strâmtoare în apropiere de Minsk, Belarus.

### Iulie
- 5 iulie: Al Doilea Război Mondial: Brigăzile 1 și 4 Mixte din cadrul Armatei Române au ocupat orașul Cernăuți.
- 5-19 iulie: Război între Peru și Ecuador. Acest conflict nu a avut legătură cu Al Doilea Război Mondial, care se afla în desfășurare la acel moment, ci a fost un război separat, niciunda dintre cele două țări nefiind afiliate sau susținute de taberele implicate în conflagrația mondială. Pacea s-a semnat la 31 iulie.
- 7 iulie: Al Doilea Război Mondial: Armata Română a ocupat localitatea Lipnic, atingând aliniamentul Nistrului.
- 9 iulie: Al Doilea Război Mondial: Armata Română încheie operațiunile militare în Nordul Bucovinei, atingând granița existentă între România și URSS în vara anului 1940.
- 12 iulie: Al Doilea Război Mondial: Prima manifestare oficială a Alianței pentru formarea unei coaliții antifasciste, acordul anglo-sovietic de ajutor reciproc.
- 16 iulie: Al Doilea Război Mondial: Armata 11 germană și Armata 3 română eliberează orașul Cernăuți.
- 21 iulie: Al Doilea Război Mondial: Primul bombardament al aviației germane asupra orașului Moscova.
- 30 iulie: Al Doilea Război Mondial: Guvernul polonez, aflat în exil, și Stalin semnează un acord de ajutor mutual în lupta împotriva lui Hitler, ce include și o amnistie pentru cetățenii polonezi privați de libertate pe teritoriu sovietic și formarea unei armate poloneze sub comanda generalului Wladyslaw Anders, eliberat dintr-o închisoare din Moscova.

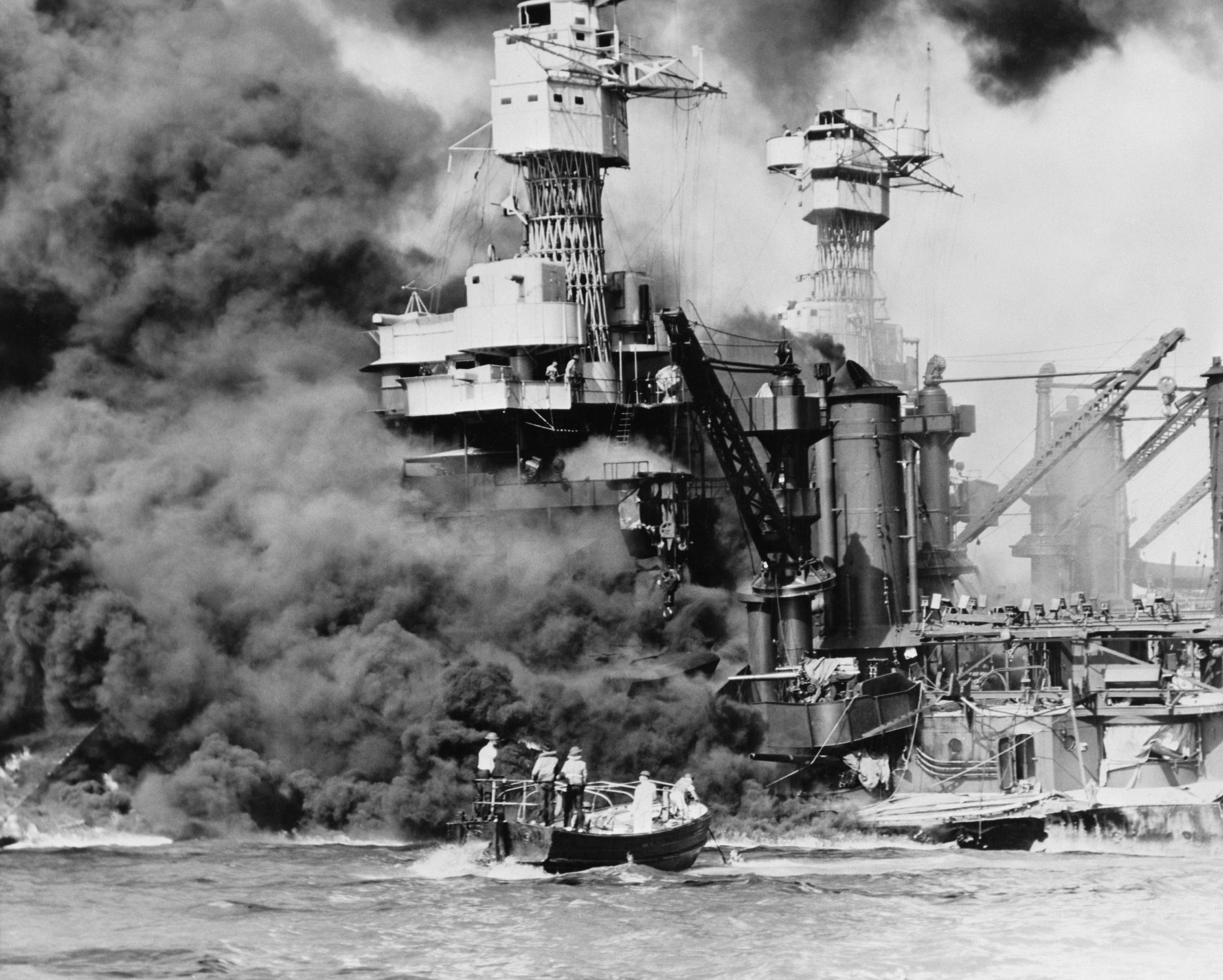
Atacul de la Pearl Harbor.

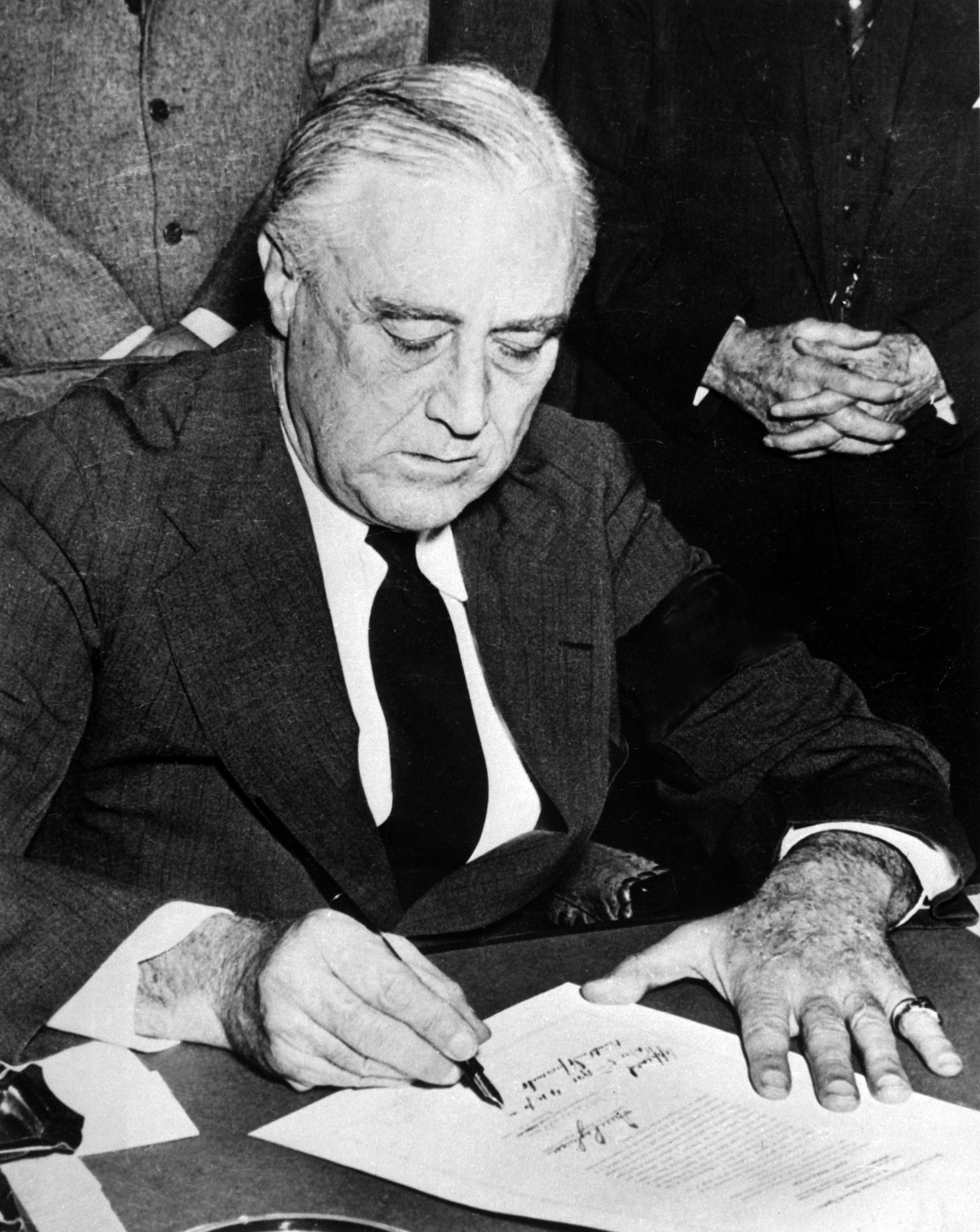
Președintele american, Franklin Roosevelt, semnează declarația de război împotriva Japoniei.

### August
- 9 august: Al Doilea Război Mondial: Întâlnirea Roosevelt - Churchill din Insulele Newfoundland. A fost adoptată Carta Atlanticului.
- 14 august: Al Doilea Război Mondial: Se semnează Carta Atlanticului, un document prin care Marea Britanie și Statele Unite] și-au declarat țelurile politice comune. URSS a aderat la principiile cartei în septembrie 1941.
- 20 august: Al Doilea Război Mondial: Începe asediul german asupra orașului Leningrad.
- 22 august: Regele Mihai I îi conferă lui Ion Antonescu titlul de mareșal.
- 28 august: Al Doilea Război Mondial: Peste 600.000 de germani sunt deportați de către Stalin către Siberia și Kazahstan.

### Septembrie
- 3 septembrie: Al Doilea Război Mondial: Naziștii au folosit pentru prima dată gazul Zyklon B (inițial destinat deratizării) pentru uciderea deținuțior din lagărul de concentrare Auschwitz-Birkenau.
- 6 septembrie: Al Doilea Război Mondial: Naziștii le-au impus evreilor cu vârsta mai mare de 6 ani să poarte câte o insignă galbenă cu Steaua lui David.
- 8 septembrie-27 ianuarie 1944: Al Doilea Război Mondial: Asediul Leningradului. Asediu prelungit asupra orașului Leningrad (azi Sankt Petersburg) de către forțele germane.

### Octombrie
- 8 octombrie: Al Doilea Război Mondial: Masacru în lagărul de exterminare de la Chełmno. 360.000 de oameni vor fi gazați.
- 2 octombrie: Al Doilea Război Mondial: În Operațiunea Taifun, Germania începe ofensiva asupra Moscovei - începutul Bătăliei de la Moscova.

### Noiembrie
- 9-16 noiembrie: În România are loc al 2-lea plebiscit pentru aprobarea politicii guvernului Ion Antonescu.

### Decembrie
- 3 decembrie: Al Doilea Război Mondial: Stalin îi spune lui Wladysław Sikorski că anumiți ofițeri polonezi de pe teritoriul URSS lipsesc, probabil pentru că au evadat în Manciuria. Istoricii vor dovedi mai târziu că ofițerii fuseseră asasinați la ordinul liderului sovietic.
- 6 decembrie: Al Doilea Război Mondial: Marea Britanie declară război României.
- 7 decembrie: Al Doilea Război Mondial: Atacul masiv al aviației japoneze asupra flotei SUA de la Pearl Harbor. Au decedat 2.380 de americani.
- 8 decembrie: Al Doilea Război Mondial: Canada și Noua Zeelandă declară război României.
- 8 decembrie: Al Doilea Război Mondial: SUA declară război Japoniei.
- 8 decembrie: Wiktor Alter și Henryk Erlich, politicieni polonezi socialiști cu origini evreiești, sunt arestați și acuzați de spionaj de către URSS. În ciuda protestelor Aliaților, vor fi ulterior executați.
- 9 decembrie: Al Doilea Război Mondial: China declară război Japoniei, Germaniei și Italiei.
- 11 decembrie: Al Doilea Război Mondial: Germania și Italia declară război Statelor Unite.
- 12 decembrie: Al Doilea Război Mondial: La insistențele guvernelor german și italian, România declară război Statelor Unite. Între cele două țări nu au loc operații militare directe, momentul marcând ruperea relațiilor diplomatice.

### Nedatate
- 1941-1943: A fost construit Pentagonul, clădire cu cinci laturi situată în Arlington, Virginia, Statele Unite, sediul central al Departamentului Apărării al Statelor Unite, proiectată de George Edwin Bergstrom, care acoperă 14 ha.
- aprilie: Rusia și Japonia semnează un pact de neutralitate.

## Arte, științe, literatură și filozofie
- 6 martie: A avut loc, la Opera Română din București, premiera operei Alexandru Lăpușneanu, de Alexandru Zirra, unul dintre pionierii muzicii de operă românești.
- 1 mai: Filmul lui Orson Welles, Cetățeanul Kane, are premiera la New York.
- 23 decembrie: Premiera, la Opera Română din București, a operei Capra cu trei iezi, de Alexandru Zirra (libret Al. Zirra, după povestea lui Ion Creangă).
- Lucian Blaga publică Despre gândirea magică.

## Nașteri

### Ianuarie

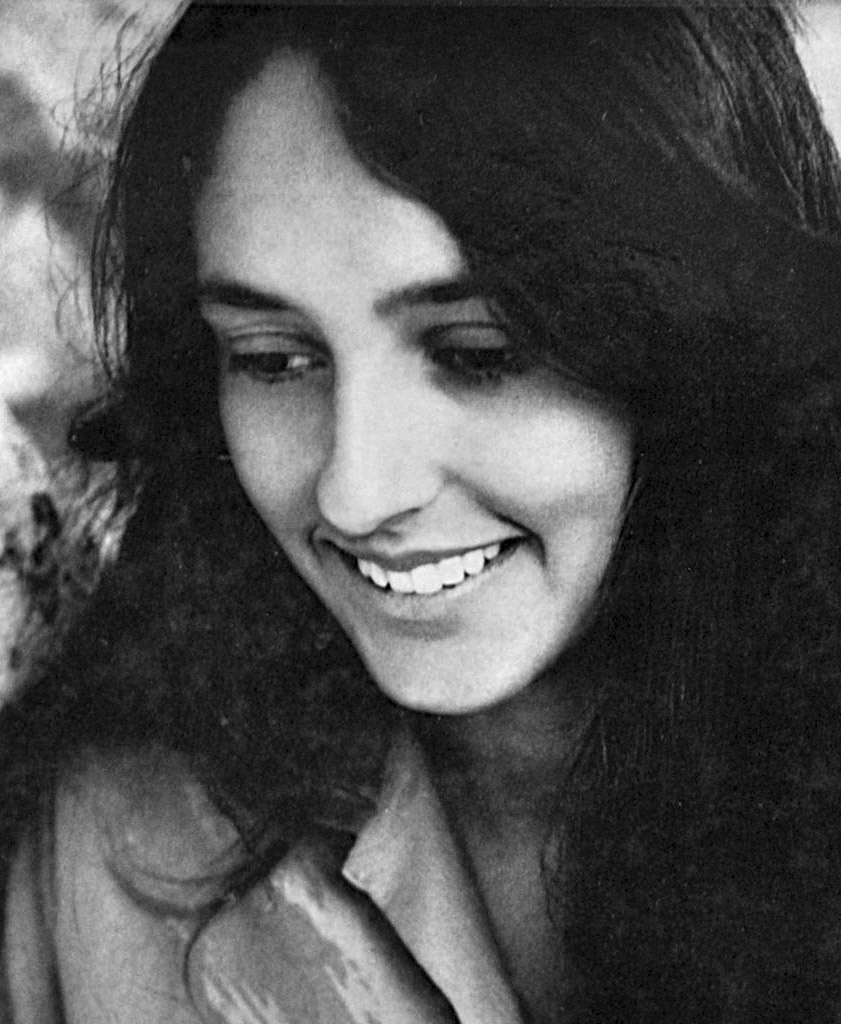
Joan Baez, cântăreață americană de origine mexicană
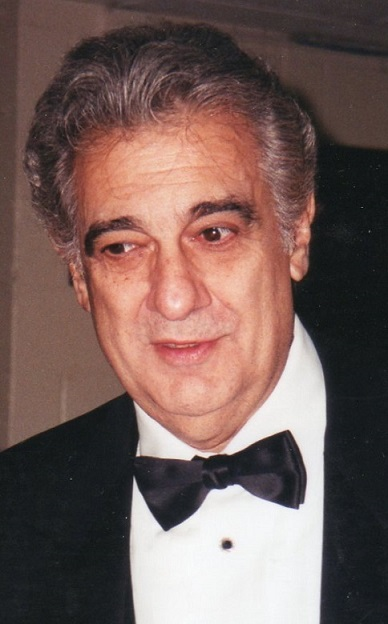
Placido Domingo, tenor și dirijor spaniol
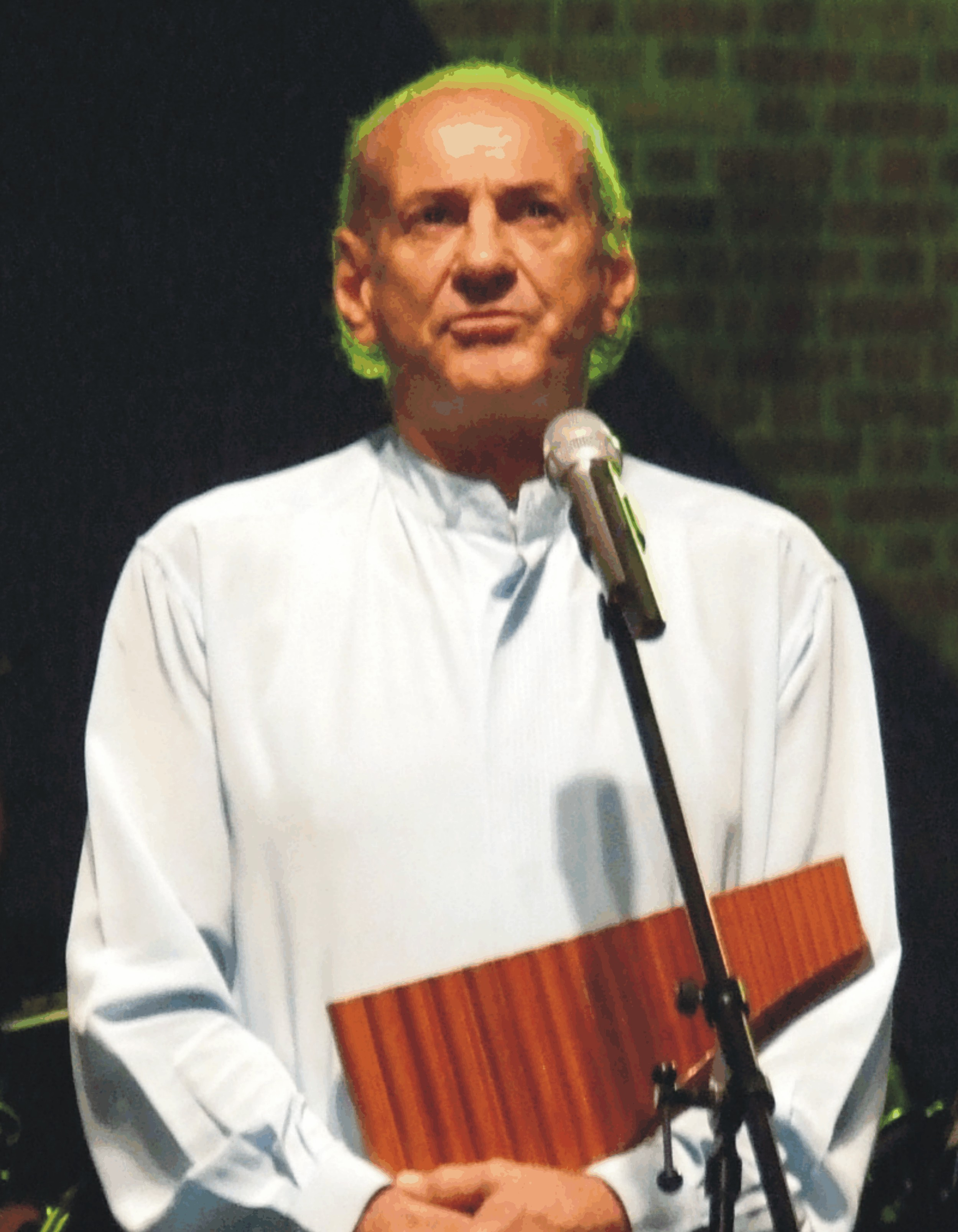
Gheorghe Zamfir, muzician, cântăreț la nai și compozitor rrom-român
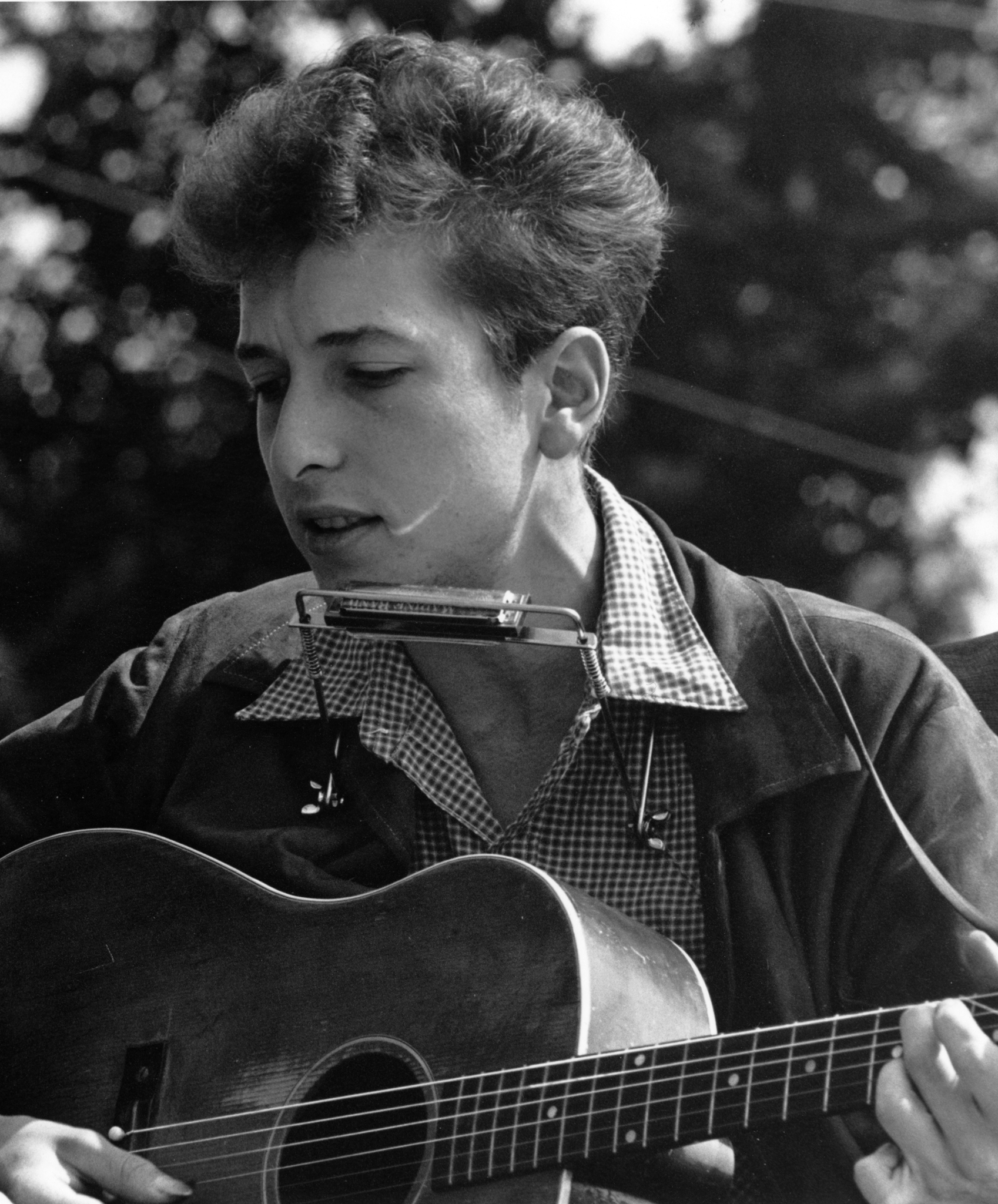
Bob Dylan, cântăreț, muzician, compozitor și poet evreu-american, laureat al Premiului Nobel

- 2 ianuarie: Floruța Crăciun, politiciană română (d. 2014)
- 5 ianuarie: Grady Thomas, cântăreț american
- 6 ianuarie: Philippe Busquin, politician belgian
- 9 ianuarie: Joan Baez (Joan Chandos Baez), cântăreață americană de etnie mexicană
- 10 ianuarie: José Greci, actriță italiană (d. 2017)
- 11 ianuarie: Gérson (Gérson de Oliveira Nunes), fotbalist brazilian
- 11 ianuarie: Emil Satco, istoric român (d. 2007)
- 12 ianuarie: Lazăr Puhalo, arhiepiscop, teolog și editor ortodox din Canada
- 12 ianuarie: Kazuo Imanishi, fotbalist japonez
- 12 ianuarie: Donato Tommaso Veraldi, politician italian
- 14 ianuarie: Faye Dunaway, actriță americană de film
- 18 ianuarie: David Ruffin, cântăreț american (d. 1991)
- 18 ianuarie: Sabina Ispas, filologă română
- 21 ianuarie: Placido Domingo (José Plácido Domingo Embil), tenor și dirijor spaniol
- 24 ianuarie: Neil Diamond (Neil Leslie Diamond), muzician și actor american
- 26 ianuarie: Cătălina Murgea, actriță română (d. 2009)
- 26 ianuarie: Adi Cusin, poet român (d. 2008)
- 31 ianuarie: Gábor Kozsokár, politician român

### Februarie
- 1 februarie: Teofil Codreanu, fotbalist român (d. 2016)
- 1 februarie: Haralambie Cotarcea, politician român (d. 2019)
- 3 februarie: Ștefan Iordache, actor român de film, teatru și TV (d. 2008)
- 3 februarie: Antoine Duquesne, politician belgian (d. 2010)
- 4 februarie: Ernest Arushanov, fizician din Republica Moldova
- 4 februarie: Șerban Cantacuzino, actor român (d. 2011)
- 6 februarie: Stefano Zappalà, politician italian (d. 2018)
- 8 februarie: Gelu Voican Voiculescu, om politic român
- 10 februarie: Domnica Alexandrescu, comunistă română
- 11 februarie: Cornel Mihai Ionescu, filolog român (d. 2012)
- 11 februarie: Maria Saka-Răcilă, artist plastic din Republica Moldova
- 11 februarie: Sérgio Mendes, muzician brazilian (d.2024)
- 12 februarie: Vladimir Juravle, actor român de teatru și de film (d. 1996)
- 13 februarie: Bo Svenson, actor american de etnie suedeză
- 13 februarie: Paul Cristea, fizician român (d. 2013)
- 14 februarie: Bujor Hălmăgeanu, fotbalist și antrenor român (d. 2018)
- 15 februarie: Florinda Bolkan, actriță braziliană
- 17 februarie: Allan Macartney, politician britanic (d. 1998)
- 17 februarie: Mihai Ursachi, poet și traducător român (d. 2004)
- 23 februarie: Haralambie Ivanov, canoist român (d. 2004)
- 24 februarie: Mihai Elin, poet și traducător român (d. 2010)
- 25 februarie: Nelly Maes, politiciană belgiană
- 28 februarie: Mircea Belu, actor român (d. 2002)

### Martie
- 3 martie: Radu Mareș, prozator și ziarist român (d. 2016)
- 4 martie: Adrian Lyne, regizor de film, britanic
- 9 martie: Jean-François Mattéi, filosof francez (d. 2014)
- 10 martie: Teodor Meleșcanu (Teodor Viorel Meleșcanu), politician român
- 13 martie: Mahmoud Darwish, scriitor palestinian (d. 2008)
- 14 martie: James Clapper (James Robert Clapper Jr.), ofițer american
- 14 martie: Wolfgang Petersen, regizor de film, german (d.2022)
- 16 martie: Giuseppe Nisticò, politician italian
- 17 martie: Paul Kantner (Paul Lorin Kantner), muzician american (d. 2016)
- 19 martie: Virgil Măgureanu (n. Imre Asztalos), director SRI, român
- 21 martie: Paul Aurelian Alecu, politician român
- 26 martie: Ambroise Guellec, politician francez
- 26 martie: Lella Lombardi (n. Maria Grazia Lombardi), femeie-pilot italiană de Formula 1 (d. 1992)
- 27 martie: Miki Jevremović, cântăreț sârb (d. 2017)
- 27 martie: Antònia Vicens, scriitoare spaniolă
- 29 martie: Violeta Andrei, actriță română
- 29 martie: Constanța Buzea, poetă română (d. 2012)
- 29 martie: Joseph Hooton Taylor, astronom american
- 30 martie: Ion Bulei, istoric român (d.2020)

### Aprilie
- 3 aprilie: Eric Braeden, actor german
- 4 aprilie: Grigore Grigoriu, actor din Republica Moldova (d. 2003)
- 4 aprilie: Thomas Pavel, scriitor român
- 6 aprilie: Gheorghe Zamfir, muzician, cântăreț la nai și compozitor român
- 9 aprilie: Ingo Glass, sculptor german
- 10 aprilie: Hrisostom al II-lea al Noii Iustiniane, arhiepiscop al întregului Cipru (d.2022)
- 12 aprilie: Grigore Man, scriitor român (d. 2012)
- 14 aprilie: Pola Raksa, actriță poloneză
- 20 aprilie: Ryan O'Neal, actor american (d.2023)
- 21 aprilie: Florea Voinea, fotbalist român (atacant)
- 23 aprilie: Jacqueline Boyer, cântăreață franceză
- 27 aprilie: Aminata Sow Fall, scriitoare senegaleză
- 28 aprilie: Karl Barry Sharpless, chimist american

### Mai
- 6 mai: Eva Gudumac, medic din Republica Moldova
- 8 mai: Mahmud Ahmed, cântăreț etiopian
- 15 mai: Viorel Comănici, actor român de teatru și film (d. 2020)
- 19 mai: Alexandru Bogdan, medic veterinar român (d.2021)
- 22 mai: Adina Cezar, coregrafă română (d.2024)
- 24 mai: Bob Dylan (n. Robert Allen Zimmerman), cântăreț, muzician, compozitor și poet american, laureat al Premiului Nobel pentru literatură (2016)
- 25 mai: Vladimir Voronin, politician, al 3-lea președinte al R. Moldova (2001-2009)
- 26 mai: Oana Manolescu, politiciană română de etnie albaneză (d. 2019)
- 26 mai: Kenji Tochio, fotbalist japonez
- 31 mai: George-Paul Mihail, pictor român
- 31 mai: William Nordhaus, economist american

### Iunie

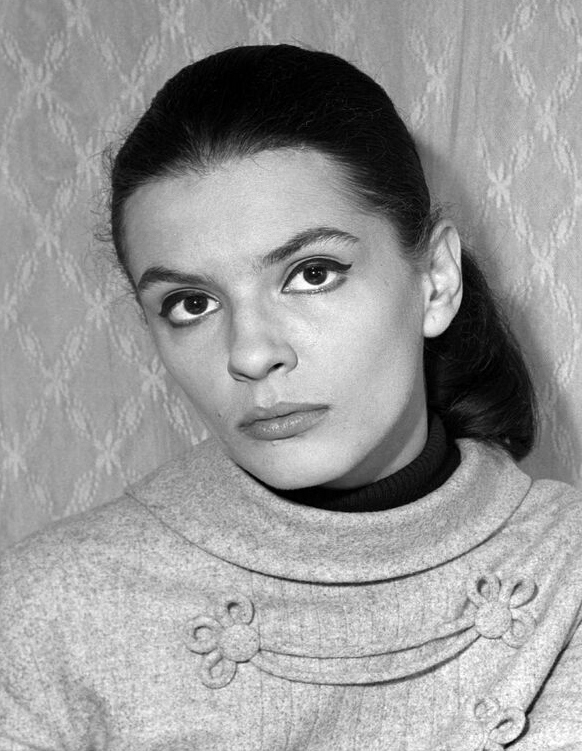
Irina Petrescu, actriță română de film, teatru, radio și televiziune
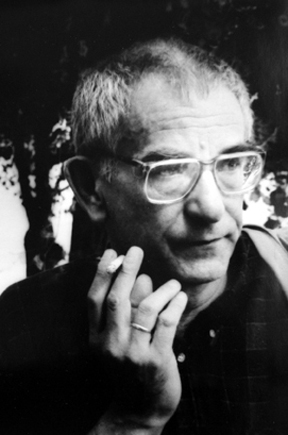
Krzysztof Kieślowski, regizor de film și scenarist polonez
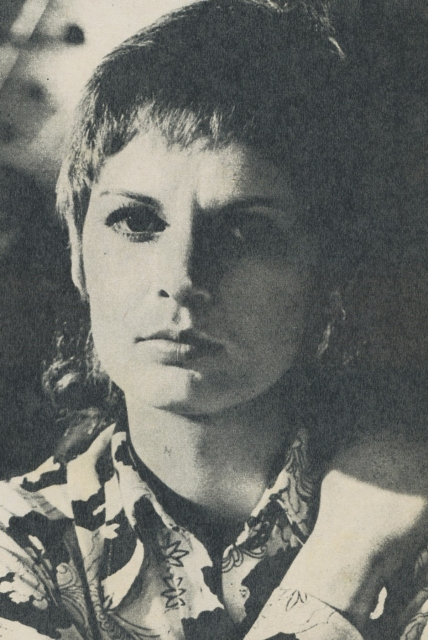
Ilinca Tomoroveanu, actriță română de teatru și film
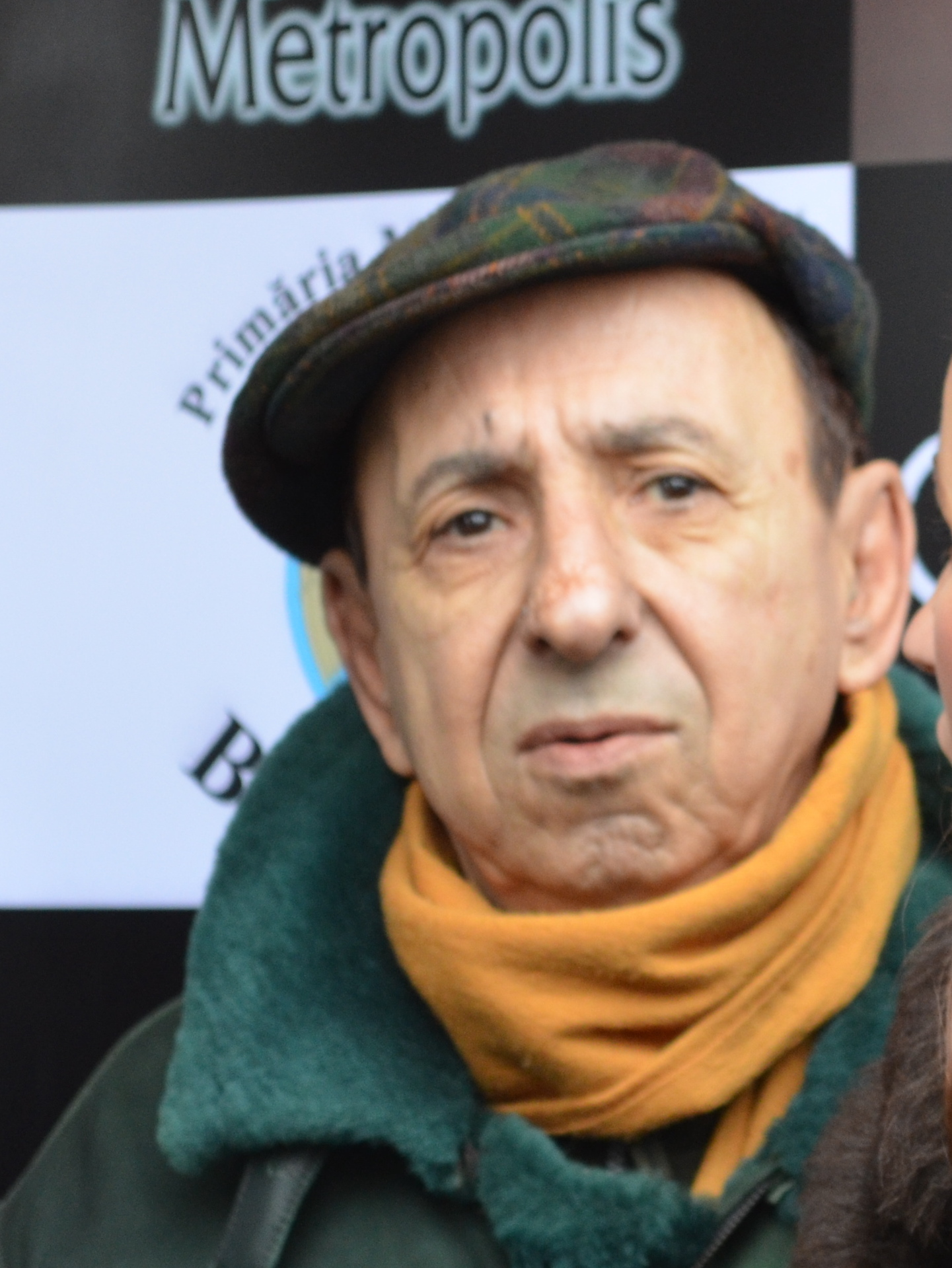
Nae Lăzărescu, actor român de comedie

- 2 iunie: Adrian Gagea, sportiv român (aruncarea greutății), profesor universitar și cercetător (d. 2020)
- 2 iunie: Stacy Keach (Walter Stacy Keach Jr.), actor american de film
- 2 iunie: David Sumberg, politician britanic
- 2 iunie: Charlie Watts (Charles Robert Watts), baterist englez (The Rolling Stones), (d. 2021)
- 4 iunie: Valentin Uritescu, actor român de film, teatru și TV (d.2022)
- 5 iunie: Martha Argerich, pianistă argentiniană
- 5 iunie: Barbara Brylska, actriță poloneză
- 6 iunie: Ilie Pârvu, filosof român
- 11 iunie: Margit Ács, scriitoare, romancieră, critic de artă și nuvelistă maghiară
- 12 iunie: Chick Corea (n. Armando Anthony Corea), pianist american de jazz
- 14 iunie: Viorel P. Barbu, matematician român
- 15 iunie: Dan Culcer, jurnalist român
- 15 iunie: Hagen Kleinert, fizician german
- 16 iunie: Dino Ciani, pianist italian (d. 1974)
- 19 iunie: Irina Petrescu, actriță română de film, radio, teatru și televiziune (d. 2013)
- 20 iunie: Siegfried Verbeke, jurnalist belgian
- 22 iunie: Rāšid al-Ġannūšī, politician tunisian
- 22 iunie: Lidia Istrati, politiciană din Republica Moldova (d. 1997)
- 26 iunie: Ward Beysen, politician belgian (d. 2005)
- 26 iunie: Takayuki Kuwata, fotbalist japonez (atacant)
- 27 iunie: Krzysztof Kieślowski, regizor de film și scenarist polonez (d. 1996)
- 27 iunie: Ioannis Souladakis, politician grec
- 28 iunie: Hisao Kami, fotbalist japonez
- 29 iunie: Jacques Toubon, politician francez

### Iulie
- 1 iulie: Myron Scholes, economist canadian
- 4 iulie: Simion Cuciuc, canoist român
- 4 iulie: Ryuichi Sugiyama, fotbalist japonez (atacant)
- 6 iulie:  Ioan Avarvarei, prof. univ. Dr. Hc. și senator român (d. 2021)
- 8 iulie: Elisabeta Isanos, scriitoare română (d. 2018)
- 8 iulie: Angela Marinescu, poetă română (d.2023)
- 10 iulie: Alain Krivine, politician francez (d. 2022)
- 14 iulie: Emmanuel Dongala, scriitor congolez
- 15 iulie: Attila Ágh, scriitor, politolog și filozof maghiar, unul din cei mai cunoscuți ideologi comuniști
- 15 iulie: Rodolfo Fogwill, sociolog argentinian (d. 2010)
- 16 iulie: Dag Solstad, scriitor norvegian (d.2025)
- 17 iulie: Hilary Bradt, scriitoare britanică
- 18 iulie: Frank Farian (n. Franz Reuther), cântăreț, muzician și producător german (d.2024)
- 18 iulie: Karl von Wogau, politician german
- 21 iulie: Thorwald Proll, terorist german
- 23 iulie: Eugenia Bogdan, comunistă română, profesoară de geografie
- 24 iulie: Erna Hennicot-Schoepges, politiciană luxemburgheză
- 25 iulie: Vlad-Vladimir Galin-Corini, politician român
- 25 iulie: Mircea Druc, politician din Republica Moldova
- 25 iulie: Mihail Vronschih, membru corespondent al Academiei de Științe a R. Moldova, doctor habilitat în biologie
- 27 iulie: Valeriu Bărbuceanu, muzician român (d. 2007)

### August
- 1 august: Nathalie Delon (n. Francine Canovas), actriță franceză (d. 2021)
- 4 august: Rudi Rosenfeld, actor român (d. 2018)
- 6 august: Cezar Ivănescu, scriitor român (d. 2008)
- 11 august: Miquel Mayol i Raynal, politician spaniol
- 12 august: Réjean Ducharme, artist canadian (d. 2017)
- 15 august: Manolis Mavrommatis, politician grec
- 17 august: Stere Adamache, fotbalist român (portar), (d. 1978)
- 17 august: Owen Marshall, romancier neozeelandez
- 18 august: Mohamed Ghannouchi, politician tunisian
- 18 august: Ilie Motrescu, scriitor român (d. 1969)
- 19 august: Mihail Papayannakis, politician grec (d. 2009)
- 19 august: John Mark Taylor, politician britanic (d. 2017)
- 20 august: Joyce Pensato, pictoriță americană (d. 2019)
- 21 august: Tom Coster, muzician american
- 21 august: Robert Moreland, politician britanic
- 21 august: Ilinca Tomoroveanu, actriță română de teatru și film (d. 2019)
- 23 august: Dumitru Tiutiuca, critic și istoric literar, teoretician și eseist român
- 24 august: Miron Ignat, politician român
- 25 august: Mario Corso, fotbalist și antrenor italian (d. 2020)
- 26 august: Jane Merrow, actriță britanică
- 27 august: Cesária Évora, cântăreață capverdiană (d. 2011)
- 31 august: Mircea Rădulescu, fotbalist și antrenor român

### Septembrie
- 1 septembrie: Julia Varady, cântăreață română
- 5 septembrie: Rachid Boudjedra, scriitor algerian
- 7 septembrie: László Surján, politician maghiar
- 8 septembrie: Nae Lăzărescu (Niculae Lăzărescu), actor român de comedie (d. 2013)
- 8 septembrie: Dan Coe, fotbalist român (d. 1981)
- 8 septembrie: Bernie Sanders (Bernard Sanders), politician american
- 11 septembrie: Marcello Dell'Utri, politician italian
- 13 septembrie: Óscar Arias Sánchez, politician costarican
- 13 septembrie: Ahmet Necdet Sezer, politician turc
- 13 septembrie: Tadao Ando, arhitect japonez
- 13 septembrie: Wolf Klinz, politician german
- 15 septembrie: Flórián Albert, fotbalist maghiar (atacant), (d. 2011)
- 15 septembrie: Signe Anderson (n. Signe Toly), cântăreață americană (d. 2016)
- 15 septembrie: Luca Novac, taragotist și instrumentist român (d. 2021)
- 15 septembrie: Etelka Barsiné Pataky, politiciană maghiară (d. 2018)
- 19 septembrie: Umberto Bossi, politician italian
- 19 septembrie: Mariangela Melato, actriță italiană (d. 2013)
- 22 septembrie: Murray Bail, scriitor australian
- 23 septembrie: Sofia Vicoveanca, interpretă română de muzică populară
- 24 septembrie: Stelian Brezeanu, istoric, bizantinolog și medievist român
- 24 septembrie: Linda McCartney, fotografă americană (d. 1998)
- 24 septembrie: Lucia Hossu-Longin, regizor de televiziune și autoare română
- 25 septembrie: Dumitru Nechifor, politician român
- 28 septembrie: Edmund Stoiber, politician german
- 30 septembrie: Lewis Paul Bremer al III-lea, diplomat american
- 30 septembrie: Reine Wisell, pilot suedez de Formula 1 (d. 2022)

### Octombrie
- 2 octombrie: Zareh Baronian, teolog armean, arhimandrit mitrofor al Bisericii Armene din România (d. 2017)
- 3 octombrie: Bill Newton Dunn, politician britanic
- 3 octombrie: Chubby Checker (n. Ernest Evans), cântăreț american
- 3 octombrie: Titus Munteanu, regizor de film, român (d. 2013)
- 4 octombrie: Mihail Kendighelean, politician din Republica Moldova
- 4 octombrie: Anne Rice (n. Howard Allen Frances O'Brien), scriitoare americană (d. 2021)
- 5 octombrie: Nicolae Constantinescu, etnolog, antropolog, folclorist și profesor român
- 13 octombrie: Paul Simon (Paul Frederic Simon), compozitor și cantautor american
- 14 octombrie: Ileana Silai, atletă română (atletism)
- 16 octombrie: Emma Nicholson, politiciană britanică
- 17 octombrie: Nicolae Gudea, istoric român (d. 2019)
- 18 octombrie: Billy Cox (William Cox), muzician american
- 19 octombrie: Pepetela (n. Artur Carlos Maurício Pestana dos Santos), scriitor angolez
- 23 octombrie: Veronica Hardstaff, politiciană britanică
- 26 octombrie: Holger Meins, terorist german (d. 1974)
- 28 octombrie: Vasile Gergely (László Vasile Gergely), fotbalist român
- 29 octombrie: Ferenc Apró, istoric maghiar
- 30 octombrie: Theodor Wolfgang Hänsch, fizician german
- 30 octombrie: Otis Williams, tenor american
- 31 octombrie: Derek Bell, pilot britanic de Formula 1

### Noiembrie
- 3 noiembrie: Ikuo Matsumoto, fotbalist japonez (atacant)
- 5 noiembrie: Ion Pîrcălab, fotbalist român
- 7 noiembrie: Marieke Sanders-Ten Holte, politiciană neerlandeză
- 13 noiembrie: Stela Cemortan, pedagogă din Republica Moldova (d. 2014)
- 15 noiembrie: Corneliu Ciontu, politician român
- 16 noiembrie: Neculai Constantin Munteanu, jurnalist român
- 19 noiembrie: Boris Marian, poet și publicist român
- 19 noiembrie: Réka Nagy, actriță română de etnie maghiară
- 19 noiembrie: Leïla Sebbar, scriitoare franceză
- 22 noiembrie: Tom Conti, actor britanic
- 23 noiembrie: Franco Nero, actor italian
- 24 noiembrie: Béla Incze, politician român (d. 2016)
- 24 noiembrie: Aleksandr Masleakov, prezentator de televiziune rus (d.2024)
- 26 noiembrie: Vasile Mândroviceanu, politician român
- 27 noiembrie: Traian Sabău, politician român (d. 2018)
- 28 noiembrie: Laura Antonelli, actriță italiană (d. 2015)
- 28 noiembrie: Eugen Negrici, critic literar român
- 28 noiembrie: Joke Swiebel, politiciană neerlandeză
- 29 noiembrie: Mircea Pavlu, politician român

### Decembrie
- 4 decembrie: Iosif Varga, fotbalist român (atacant), (d. 1992)
- 4 decembrie: Giovanni Tonucci, arhiepiscop italian, titular de Torcello și nunțiu apostolic
- 8 decembrie: V. Y. Mudimbe (Valentin Y. Mudimbe), scriitor american
- 14 decembrie: Ataman Traian, medic român
- 17 decembrie: Elarie Ciupală, politician român
- 17 decembrie: Liviu Petrescu, critic literar român (d. 1999)
- 19 decembrie: Lee Myung-bak, politician sud-coreean
- 22 decembrie: M. Stanley Whittingham (Michael Stanley Whittingham), chimist american laureat al Premiului Nobel (2019)
- 24 decembrie: Howden Ganley, pilot neozeelandez de Formula 1
- 24 decembrie: Ana Maria Machado, scriitoare de literatură pentru copii braziliană
- 25 decembrie: Ioan Alexandru (n. Ion Șandor Janos), poet, publicist, eseist și politician român, membru fondator și vicepreședinte al Partidului Național Țărănesc Creștin Democrat (d. 2000)
- 25 decembrie: Gheorghe Pantelie, pictor român
- 28 decembrie: Ioana Em. Petrescu, jurnalistă română (d. 1990)
- 31 decembrie: Rihards Pīks, politician leton

## Decese

Henri Bergson, scriitor și filosof francez de origine evreiască, laureat al Premiului Nobel
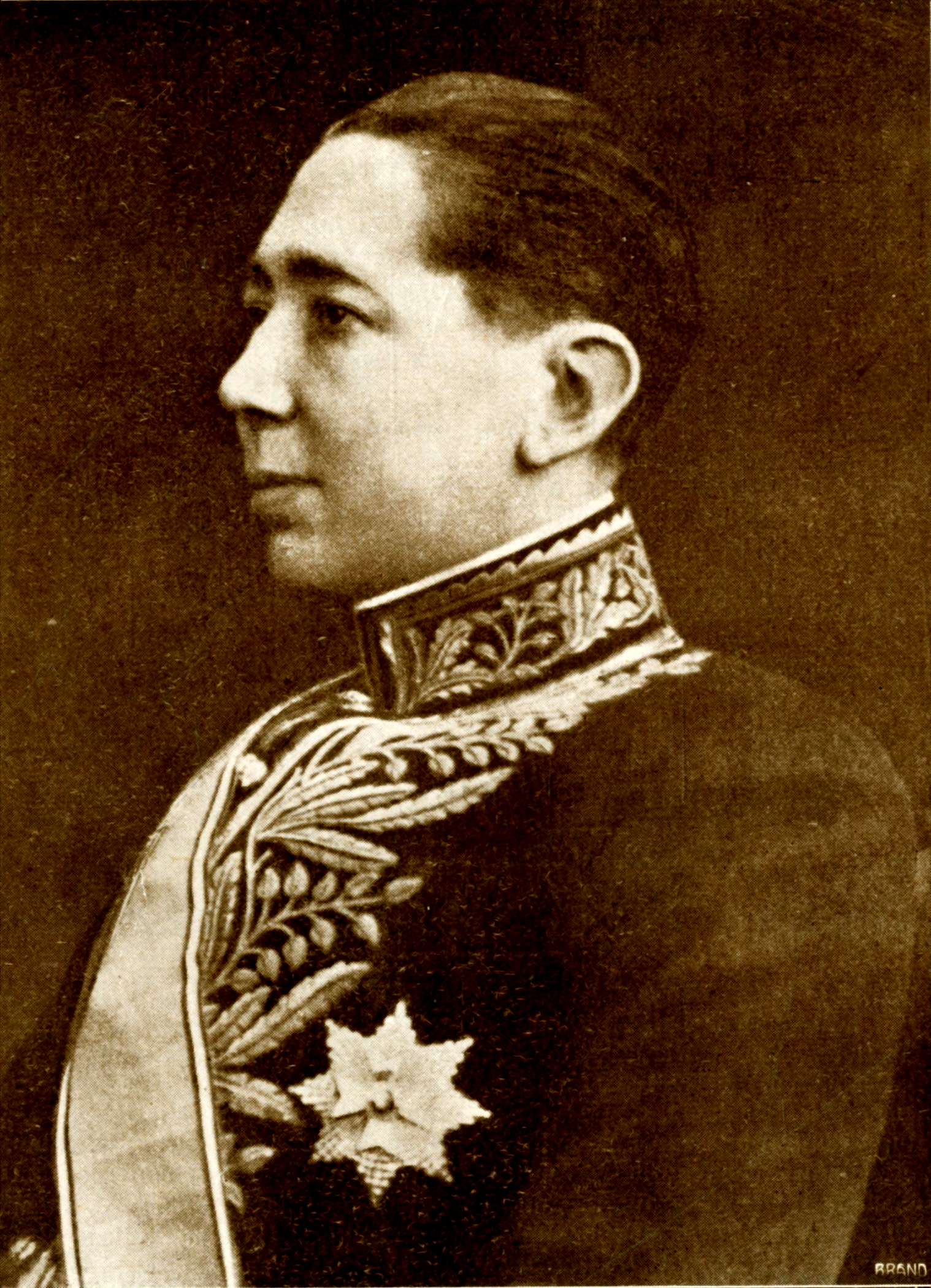
Nicolae Titulescu, politician, diplomat, jurist, ministru și profesor universitar român, președinte al Ligii Națiunilor
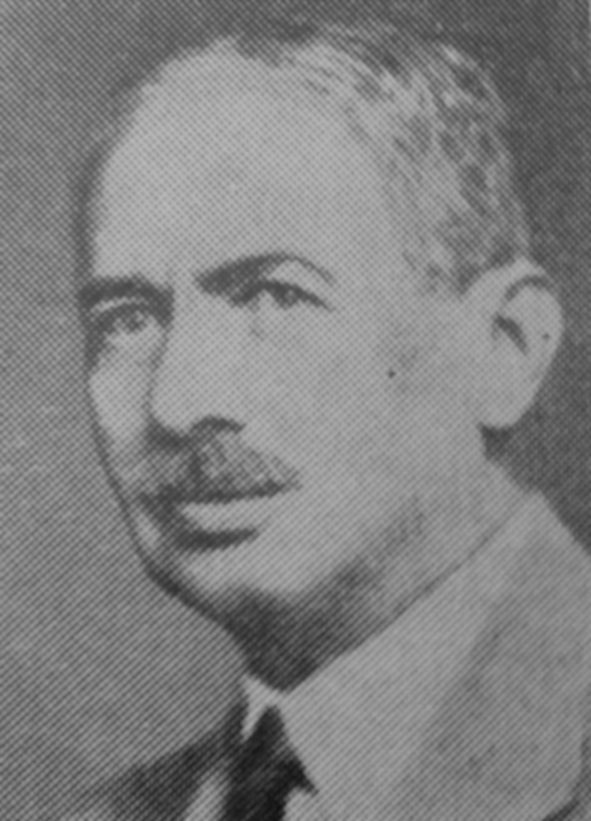
Lazăr Edeleanu, chimist român de etnie evreiască
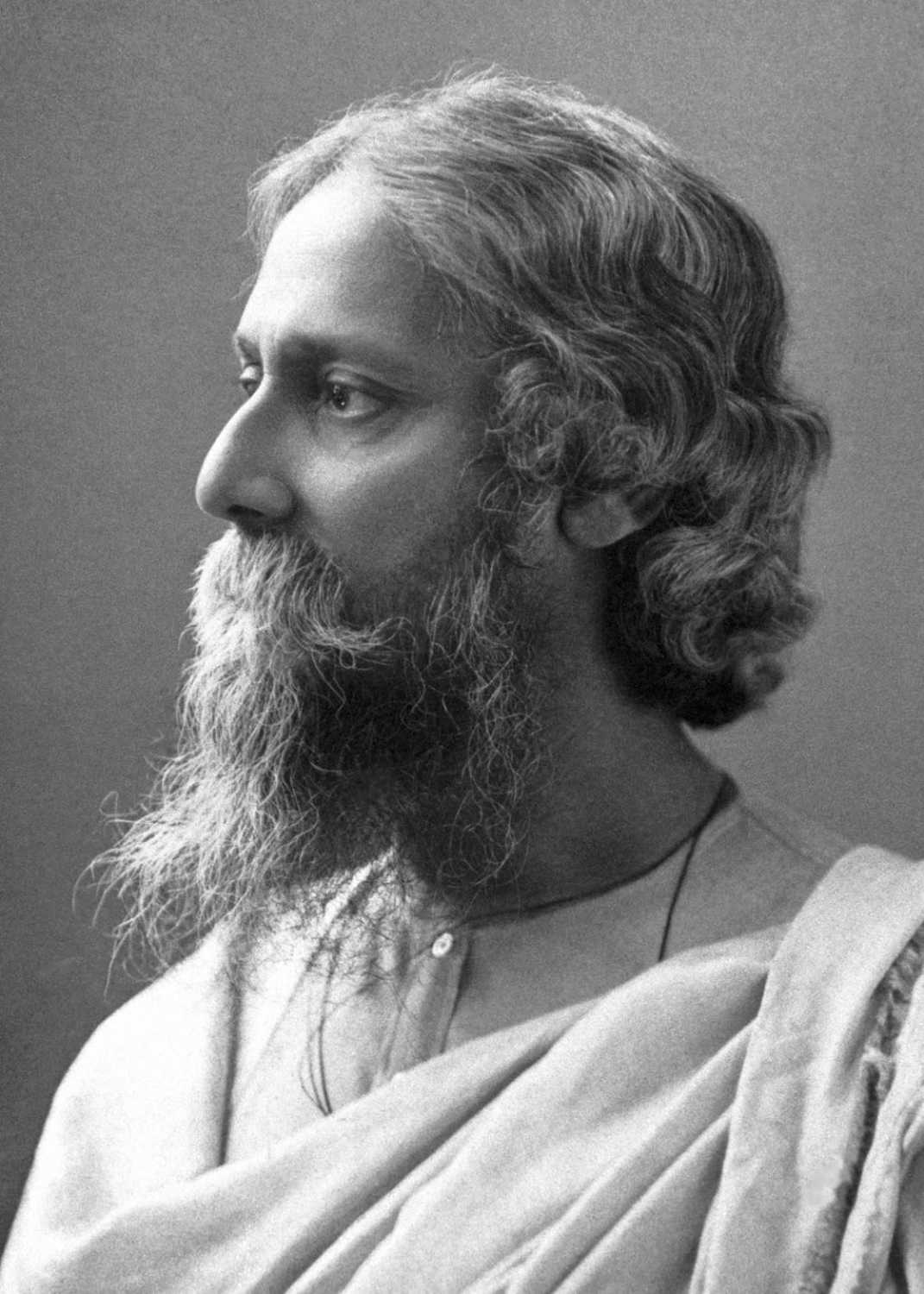
Rabindranath Tagore, scriitor și filosof indian, laureat al Premiului Nobel

- 1 ianuarie: Vasile C. Buțureanu, 82 ani, geolog și pedagog român (n. 1858)
- 4 ianuarie: Henri Bergson (n. Henri-Louis Bergson), 81 ani, scriitor și filosof francez de etnie evreiască, laureat al Premiului Nobel pentru literatură (1927), (n. 1859)
- 5 ianuarie: Amy Johnson, 37 ani, aviatoare britanică (n. 1903)
- 6 februarie: Maximilien Luce, pictor francez (n. 1858)
- 8 ianuarie: Viktor Dankl, 86 ani, feldmareșal austriac (n. 1854)
- 13 ianuarie: James Joyce (n. James Augustine Aloysius Joyce), 58 ani, scriitor irlandez (n. 1882)
- 23 ianuarie: Teodor Cojocaru (n. Teodosie Cojocaru), 61 ani, politician din R. Moldova (n. 1879)
- 27 ianuarie: István Csáky, 46 ani, politician maghiar (n. 1894)
- 29 ianuarie: Ioannis Metaxas, 69 ani, politician grec (n. 1871)
- 31 ianuarie: Josef Bacon, 83 ani, medic austriac de etnie română (n. 1857)
- 2 februarie: DeLisle Stewart, 70 ani, astronom american (n. 1870)
- 4 februarie: David Emmanuel, 87 ani, matematician român (n. 1854)
- 11 februarie: Ioan Peteu, 62 ani, politician român (n. 1878)
- 19 februarie: Jacques Curie, 85 ani, fizician francez (n. 1855)
- 24 februarie: Emil Zegadłowicz, 52 ani, lingvist polonez (n. 1888)
- 8 martie: Sherwood Anderson, 64 ani, scriitor american (n. 1876)
- 17 martie: Nicolae Titulescu, 59 ani, politician, diplomat, jurist, ministru și profesor universitar român, președinte al Ligii Națiunilor (1930-1932), membru titular al Academiei Române (1935), (n. 1882)
- 28 martie: Aglae Pruteanu (n. Aglae Theodoru), 74 ani, actriță română de teatru (n. 1866)
- 28 martie: Virginia Woolf (n. Adeline Virginia Stephen), 59 ani, scriitoare britanică (n. 1882)
- 7 aprilie: Lazăr Edeleanu, 68 ani, chimist român (n. 1862)
- 13 aprilie: Annie Jump Cannon, 77 ani, astronomă americană (n. 1863)
- 4 mai: Nikolai Günther, 69 ani, matematician rus (n. 1871)
- 2 iunie: Lou Gehrig (n. Heinrich Ludwig Gehrig), 37 ani, jucător american de baseball (n. 1903)
- 4 iunie: Wilhelm al II-lea (n. Friedrich Wilhelm Albert Victor von Preußen), 82 ani, împărat al Germaniei, rege al Prusiei (n. 1859)
- 5 iunie: Alexandru Nicolescu, 58 ani, mitropolit român (n. 1882)
- 19 iunie: Elena Popea, 62 ani, pictoriță română (n. 1879)
- 24 iunie: Maria Baiulescu, 80 ani, scriitoare română (n. 1860)
- 29 iunie: Ignacy Paderewski (Ignacy Jan Paderewski), 80 ani, compozitor polonez (n. 1860)
- 2 iulie: George-Valentin Bibescu, 61 ani, aviator român (n. 1880)
- 9 iulie: Abraham Jakob Mark, 57 ani, șef rabinul evreilor din Bucovina (n. 1884)
- 17 iulie: Alexandru Popovici, 74 ani, biolog român (n. 1866)
- 19 iulie: Filimon Sârbu, 24 ani, politician român (n. 1916)
- 26 iulie: Henri Lebesgue (Henri Léon Lebesgue), 66 ani, matematician francez (n. 1875)
- 28 iulie: Valentin Coposu (aka Valentin Copoș), 54 ani, protopop român unit (n. 1886)
- 6 august: Izabela Sadoveanu-Evan (n. Izabela Morțun), 71 ani, scriitoare română (n. 1870)
- 7 august: Gabriel Alomar (Gabriel Alomar i Villalonga), 67 ani, diplomat spaniol (n. 1873)
- 7 august: Rabindranath Tagore (n. Rabindranâth Thâkur), 80 ani, scriitor și filosof indian, laureat al Premiului Nobel (1913), (n. 1861)
- 14 august: Maximilian Kolbe (n. Rajmund Kolbe), 47 ani, călugăr franciscan polonez (n. 1894)
- 14 august: Paul Sabatier, 86 ani, chimist francez laureat al Premiului Nobel (1912), (n. 1854)
- 16 august: Francis Adrian Joseph Turville-Petre, 41 ani, arheolog britanic (n. 1901)
- 21 august: Alexandru Popișteanu, 37 ani, ofițer român de aviație (n. 1904)
- 31 august: Marina Țvetaeva, 48 ani, poetă și scriitoare rusă (n. 1892)
- 3 septembrie: Hugo Bruckmann, 77 ani, politician german (n. 1863)
- 11 septembrie: Cristian Racovski, 68 ani, diplomat rus (n. 1873)
- 17 septembrie: Iosif Berman, 49 ani, fotograf român (n. 1892)
- 29 octombrie: Aleksandr Afinoghenov, 37 ani, dramaturg rus (n. 1904)
- 29 septembrie: Friedrich Engel, 79 ani, matematician german (n. 1861)
- 29 septembrie: Aba Novak Vilmos, 47 ani, artist maghiar (n. 1894)
- 12 noiembrie: Kost Levițki, 81 ani, politician ucrainean (n. 1859)
- 18 noiembrie: Émile Nelligan, 61 ani, poet canadian (n. 1879)
- 24 noiembrie: Ecaterina Iorga (n. Ecaterina Bogdan), 63 ani, a doua soție a lui Nicolae Iorga (n. 1878)
- 28 noiembrie: Vladimir Bodescu, 73 ani, politician român (n. 1868)
- 11 decembrie: Émile Picard (Charles Émile Picard), 85 ani, matematician francez (n. 1856)

## Premii Nobel
- Fizică: O treime din premiul în bani a fost alocat Fondului Principal, iar celelalte două treimi au fost alocate Fondului Special aferent acestei categorii
- Chimie: O treime din premiul în bani a fost alocat Fondului Principal, iar celelalte două treimi au fost alocate Fondului Special aferent acestei categorii
- Medicină: O treime din premiul în bani a fost alocat Fondului Principal, iar celelalte două treimi au fost alocate Fondului Special aferent acestei categorii
- Literatură: O treime din premiul în bani a fost alocat Fondului Principal, iar celelalte două treimi au fost alocate Fondului Special aferent acestei categorii
- Pace: O treime din premiul în bani a fost alocat Fondului Principal, iar celelalte două treimi au fost alocate Fondului Special aferent acestei categorii